# Діамантова ліга 2020
Діамантова ліга 2020 стала одинадцятим сезоном найбільш рейтингової всесвітньої серії легкоатлетичних змагань на відкритому повітрі, що з 2010 організовується Світовою легкою атлетикою.

## Змагання
Початково планувалось, що, на відміну від попередніх років, серія мала складатись з 13 (а не 14) етапів. Причиною цьому була запланована впродовж 2020—2021 реконструкція Стадіону імені короля Бодуена, на якому проводився Меморіал Іво ван Дамме, один з двох фінальних етапів ліги. Внаслідок цього, у 2020 єдиним фінальним етапом мав стати «Світовий клас в Цюриху».
У жовтні 2019 було вирішено залишити в календарі Меморіал Іво ван Дамме в Брюсселі (проте, цей старт не був фіналом), доповнити серію другим етапом у Китаї та замінити етап в Бірмінгемі змаганнями в Гейтсхеді в зв'язку з реконструкцією бірмінгемської арени «Alexander Stadium» для проведення Ігор Співдружності-2022.
Первісно, етапи в Досі та Китаї мали бути проведені 17 квітня, 9 та 16 травня відповідно. Проте, з огляду на пандемію коронавірусу, Світова легка атлетика ухвалила рішення відкласти проведення цих етапів на більш пізні дати. Згодом було вирішено відкласти проведення наступних трьох травневих етапів (Стокгольм, Рим, Рабат), які були заплановані на 24, 28 та 31 травня відповідно. Наприкінці квітня були відтерміновані три червневих старти (Юджин, 7 червня; Осло, 11 червня; Париж, 13 червня).
На початку травня 2020, зважаючи на стан поширення пандемії коронавірусної хвороби, був затверджений оновлений календар змагань Ліги на сезон-2020. Порівнюючи з первісним календарем, було остаточно прийто рішення про скасування на сезон-2020 чотирьох етапів у Рабаті, Цюриху, Лондоні та Осло. Пізніше були скасовані етапи в Юджині, Парижі, Ґейтсгеді та Шанхаї. Згодом з тих самих причин був скасований другий «китайський» етап серії, місто-господар якого на момент скасування так і не було визначено.
У Осло, Цюриху, Лозанні та Брюсселі замість повноцінного етапу Ліги проводились виставкові змагання.
| Дата       | Змагання                  | Місто     |
| ---------- | ------------------------- | --------- |
| 14 серпня  | Herculis                  | Фонв'єй   |
| 23 серпня  | Bauhaus-Galan             | Стокгольм |
| 17 вересня | Golden Gala Pietro Mennea | Рим       |
| 25 вересня | Doha Diamond League       | Доха      |

## Регламент
Починаючи з 2020, суттєвих змін зазнав регламент серії. Було запропоновано, щоб переможці стали визначатись в 24 дисциплінах (по 12 у чоловіків та жінок). До 2020 таких дисциплін було 32 (по 16 у чоловіків та жінок), розподілених по 14 змаганнях серії. На кожному етапі серії-2020 переможці мали визначатись у 12 дисциплінах (по 6 у чоловіків та жінок). Порівняно з етапами попередніх років, з програми змагань сезону-2020 були виключені (хоча на деяких етапах серії ці дисципліни могли бути представлені поза форматом «Діамантової ліги») чотири дисципліни — біг на 200 метрів та 3000 метрів з перешкодами, потрійний стрибок та метання диска. Спортсмени мали заробляти очки в перших чотирнадцяти змаганнях задля змоги кваліфікуватись до фінального змагання. У кожній дисципліні серії на будь-якому з перших 12 змагань передбачалось нарахування очок спортсменам, які посіли перші вісім місць (від 8 очок за перше до 1 очка за восьме місця). За підсумками набраних очок на перших 12 етапах найкращі восьмеро (а для бігу на середні дистанції та вертикальних стрибків — найкращі 12) спортсменів мали право взяти участь у фінальному старті, який мав проходити у Цюриху. Переможці серії у кожній дисципліні визначались за результатом виступу виключно у фінальному старті та мали отримати звання «Чемпіон Діамантової ліги» (англ. Diamond League Champion) та відзнаку «Діамантовий трофей» (англ. Diamond Trophy).
Розподіл дисциплін по етапах був оприлюднений 15 листопада 2019.
Водночас, на початку травня 2020, зважаючи на стан поширення пандемії коронавірусної хвороби, було прийнято рішення відмовитись у сезоні-2020 від нарахування очок на етапах та від проведення фінального змагання у Цюриху.